# Lucia Valachová
Lucia Valachová (* 31. Dezember 1997) ist eine ehemalige slowakische Radrennfahrerin. Im Jahr 2016 wurde sie slowakische Meisterin im Einzelzeitfahren.

## Karriere
Ihren ersten internationalen Auftritt hatte Lucia Valachová im Jahr 2015. Nachdem sie slowakische Junioren-Meisterin im Einzelzeitfahren geworden war, durfte sie die Slowakei im Einzelzeitfahren bei der UEC-Straßen-Europameisterschaft der Junioren 2015, die in der estnischen Stadt Tartu ausgetragen wurde, vertreten. Mit einem Rückstand von 2:20 Minuten auf die Siegerin belegte sie den 34. Platz. Im Anschluss nahm sie am Giro della Toscana Femminile, wo sie im Prolog den 101. Platz belegte. Während der ersten Etappe der Rundfahrt stieg sie aus dem Wettbewerb aus.
Zur Saison 2016 wurde Lucia Valachová Mitglied des UCI Women’s Team Vitalogic Astrokalb Radunion NÖ. Für ihr neues Team nahm sie zum Beispiel an dem Etappenrennen Emakumeen Bira teil, wo sie während der zweiten Etappe aus dem Wettbewerb ausstieg. Sie nahm zudem erstmals an den slowakischen Meisterschaften im Erwachsenenbereich teil. Im Einzelzeitfahren sicherte sie sich am 23. Juni 2016 vor Janka Keseg Števková und Tatiana Jaseková den slowakischen Meistertitel. Zwei Tage später belegte sie beim Straßenrennen mit einem Rückstand von 18:50 Minuten auf die Siegerin den achten Platz. Als slowakische Meisterin durfte sie ihr Land bei den UEC-Straßen-Europameisterschaften 2016, die in der französischen Gemeinde Plumelec ausgetragen wurden, im Einzelzeitfahren an den Start gehen. Mit einem Rückstand von 6:17 Minuten auf die Siegerin belegte sie den 50. Platz.
In der Saison 2017 verpasste es Lucia Valachová, am 22. Juni 2017 ihren Meistertitel aus dem Vorjahr zu verteidigen und belegte mit einem Rückstand von 1:12 Minuten hinter Janka Keseg Števková den zweiten Platz. Zwei Tage später belegte sie beim Straßenrennen mit einem Rückstand von 2,27 Sekunden auf die Siegerin den siebten Platz. Zudem nahm sie in dieser Saison an der Tour de Feminin – O cenu Českého Švýcarska teil. Nachdem sie die ersten drei Etappen erfolgreich absolviert hatte, stieg sie während der vierten Etappe aus dem Wettbewerb aus. Zum Abschluss der Saison durfte sie die Slowakei bei den UEC-Straßen-Europameisterschaften der U23 2017 vertreten. Sie ging dort sowohl im Einzelzeitfahren als auch im Straßenrennen an den Start. Im Einzelzeitfahren belegte sie mit einem Rückstand von 4:07 Minuten auf die Siegerin den 20. Platz. Im Straßenrennen zwei Tage später hatte sie als 76. einen Rückstand von 11:55 Minuten auf die Siegerin. Nach der Saison beendete sie ihre Karriere.